# Pouy-de-Touges
Pouy-de-Touges es una comuna francesa situada en el departamento de Alto Garona, en la región de Occitania.

## Demografía
| 310 | 295 | 238 | 233 | 208 | 226 | 407 |
| Para los censos de 1962 a 1999 la población legal corresponde a la población sin duplicidades (Fuente: INSEE [Consultar]) |     |     |     |     |     |     |